# Ибрайсола
Ибрайсола (мар. Йыврайсола) — деревня в Новоторъяльском районе Республики Марий Эл. Входит в состав Староторъяльского сельского поселения.

## География
Находится в северо-восточной части республики Марий Эл на расстоянии приблизительно 8 км по прямой на юго-восток от районного центра посёлка Новый Торъял.

## История
На начало XIX века селение состояло из 7 дворов. В 1801 году деревня (тогда Малая Нурма) относилась к Нурминскому волостному правлению. К 1884 году число дворов достигло 25, в них проживали 129 мари. В 1924 году здесь проживали 96 человек. В 1970 году в Ибрайсоле проживали 73 человека, в 1981 году в 7 домах насчитывалось всего 27 человек, в 2004 году числилось 6 домов. В советское время работал колхоз «Йошкар шудыр» («Красная звезда»).

## Население
Население составляло 6 человек (мари 100 %) в 2002 году, 17 в 2010.